# Kristian Poulsen

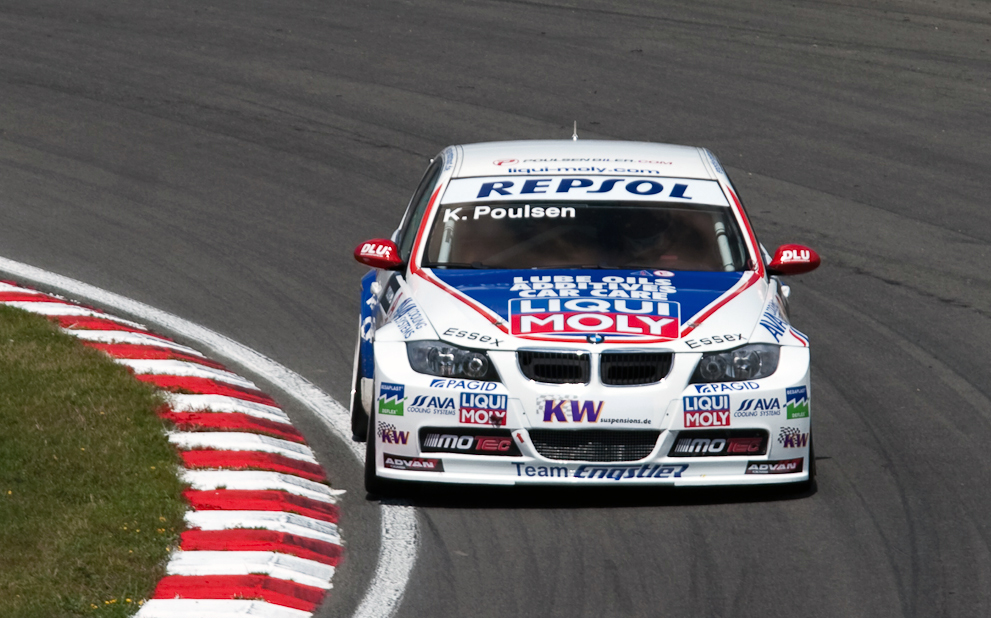
Kristian Poulsen i FIA WTCC Race of UK på Brands Hatch 2009.

Kristian Poulsen, född 18 november 1975 i Flensburg, är en dansk racerförare som främst tävlat för sitt eget team, Poulsen Motorsport, under sin karriär.

## Racingkarriär
Poulsen startade sin karriär med karting, innan han gick vidare med rally i mitten av 1990-talet. År 2007 bytte han till standardvagnsracing och körde tre säsonger i Danish Touringcar Championship. Poulsen körde även Le Mans 24-timmars 2009. Tillsammans med Casper Elgaard och Emmanuel Collard vann han LMP2-klassen. De körde även Spa 1000 km i Le Mans Series och vann.
Poulsen debuterade i World Touring Car Championship 2008. Säsongen 2011 blev hans bästa. Han slutade sjua i förarmästerskapet för Liqui Moly Team Engstler i en BMW 320 TC och vann privatförarcupen, dock bara med två poängs marginal till landsmannen Michel Nykjær. Efter säsongen valde han att dra ned på sitt tävlade internationellt och kommer istället fokusera på att driva sitt familjeföretag hemma i Danmark.
| År                                               | Klass/Mästerskap                                               | Team                              | Bil               | Totalt/poäng | Bästa placering              |
| ------------------------------------------------ | -------------------------------------------------------------- | --------------------------------- | ----------------- | ------------ | ---------------------------- |
| 2007                                             | Danish Touringcar Championship                                 | Poulsen Motorsport                | BMW 320si E90     | 18:e/59p     | ?                            |
| 2007                                             | European Touring Car Cup - Super 2000                          | Poulsen Motorsport                | BMW 320si E90     | 3:a/11p      | 2:a på Adria (Race 2)        |
| 2008                                             | Danish Touringcar Championship                                 | Poulsen Motorsport                | BMW 320si E90     | 11:a/136p    | 1:a på ? (Race ?)            |
| 2008                                             | Danish Touringcar Championship - DTC Cup                       | Poulsen Motorsport                | BMW 320si E90     | 5:a/256p     | ?                            |
| 2008                                             | World Touring Car Championship                                 | Poulsen Motorsport Wiechers-Sport | BMW 320si E90     | -/0p         | Två fjortondeplatser         |
| 2008                                             | World Touring Car Championship - Yokohama Independents' Trophy | Poulsen Motorsport Wiechers-Sport | BMW 320si E90     | 10:a/32p     | ?                            |
| 2008                                             | Danish Historic Racing Championship - Pre 1965                 | ?                                 | ?                 | 37:a/20p     | ?                            |
| 2008                                             | European Touring Car Cup - Super 2000                          | Poulsen Motorsport                | BMW 320si E90     | 6:a/5p       | 4:a på Salzburgring (Race 1) |
| 2008                                             | Danish Endurance Championship                                  | ?                                 | Porsche 911 GT3   | -/0p         | ?                            |
| 2009                                             | World Touring Car Championship                                 | Liqui Moly Team Engstler          | BMW 320si E90     | -/0p         | 10:a på Pau (Race 2)         |
| 2009                                             | World Touring Car Championship - Yokohama Independents' Trophy | Liqui Moly Team Engstler          | BMW 320si E90     | 6:a/50p      | 3:a på Pau (Race 2)          |
| 2009                                             | Danish Touringcar Championship                                 | Engstler Motorsport               | BMW 320si E90     | 18:e/14p     | ?                            |
| 2009                                             | Le Mans Series - LMP2                                          | Team Essex                        | Porsche RS Spyder | 16:e/11p     | 1:a på Spa                   |
| 2009                                             | Le Mans 24-timmars - LMP2                                      | Team Essex                        | Porsche RS Spyder | 1:a          | 1:a                          |
| 2010                                             | World Touring Car Championship                                 | Poulsen Motorsport                | BMW 320si E90     | 14:e/20p     | 6:a på Oschersleben (Race 2) |
| 2010                                             | World Touring Car Championship - Yokohama Independents' Trophy | Poulsen Motorsport                | BMW 320si E90     | 3:a/117p     | Sju segrar                   |
| 2010                                             | European Touring Car Cup - Super 2000                          | Poulsen Motorsport                | BMW 320si E90     | 7:a/14p      | 2:a på Braga (Race 2)        |
| 2011                                             | World Touring Car Championship                                 | Liqui Moly Team Engstler          | BMW 320 TC        | 7:a/112p     | 3:a på Monza (Race 2)        |
| 2011                                             | World Touring Car Championship - Yokohama Trophy               | Liqui Moly Team Engstler          | BMW 320 TC        | 1:a/141p     | Sex segrar                   |
| Senast uppdaterad: 2011-11-21 (4794 dagar sedan) |                                                                |                                   |                   |              |                              |